# Sōgō
Sōgō (jap. 僧綱, dt. „Mönchsklassifizierung“) bezeichnete in Japan, die höchsten vom Kaiserhof ernannten buddhistischen Würdenträger, die die Aufsicht über die buddhistische Glaubensgemeinschaft (sangha) innehatten.

## Geschichte
Nachdem Kaiserin Suiko den Thron bestieg, erließ sie 594 ein Edikt zur Förderung des Buddhismus in Japan, wodurch dieser in Japan, besonders bei der Oberschicht, Fuß fasste. Damit stellte sich auch die Frage zur rechtlichen Stellung der Gläubigen, da bedeutende Mönche auf Autonomie der Glaubensgemeinschaft (Sangha) bestanden.
Als im 32. Regierungsjahr (624) von Suiko ein Mönch seinen Großvater erschlug und die Kaiserin daraufhin eine umfangreiche Untersuchung innerhalb der Sangha veranlasste, argumentierte der koreanische Mönch Gwalleuk (観勒, jap. Kanroku), dass die Mönche und Nonnen eine eigenständige Aufsichtsinstanz benötigten und damit nicht mehr der weltlichen Gerichtsbarkeit unterliegen sollten. Am 13. Tag des 4. Mondmonats (5. Mai 624) gab Suiko in einem Dekret dieser Eingabe statt und ernannte vier Tage später Gwalleuk zum Sōjō (僧正, chin. sēngzhèng) und damit Aufseher über die Sangha, assistiert von den Laien Kuratsukuri no Tokosaka (鞍部徳積) als Sōzu (僧都, chin. sēngdū) und Azumi no Muraji (阿曇連) als Hōzu (法頭, auch Hōto gelesen). Von diesen Mönchsämtern (僧官, sōkan) wurden die ersten beiden Titel aus China übernommen, wo sie von der Liang- und nachfolgenden Chen-Dynastie verwendet worden waren, wobei ein ähnlicher Posten als „Vorsteher der Sangha“ (chinesisch 僧主, Pinyin sēngzhǔ) bereits um 405 unter Kaiser Yao Xing eingerichtet wurde. Als bei den Taika-Reformen 645 das Staatswesen nach dem Modell der chinesischen Tang-Dynastie umgestaltet wurde, wurde auch deren System eines Zehnerrats (十師, jusshi) von angesehenen Mönchen als Aufsichtsgremium übernommen und die Posten des Sōjō und Sōzu zunächst abgeschafft. Im Rahmen des Ritsuryō-Systems, d. h. der Umstellung des Rechts- und Verwaltungswesens nach chinesischem Vorbild, machte Kaiser Tenmu diesen Schritt 673 wieder rückgängig und ersetzte 683 den Posten des Hōzu durch den des Risshi (律師). Die Funktionen des Hōzu gingen in eine neu gegründete Behörde namens Gemba-ryō (玄蕃寮) über und mit dem Sōni-ryō (僧尼令, „Mönchs- und Nonnengesetz“) – vermutlich als Teil des Taihō-Kodex von 701 – wurden die speziellen Mönche und Nonnen betreffenden Straf- und Verwaltungsvorschriften kodifiziert. Die drei Ämter der Sōjō, Sōzu und Risshi wurden als Sōgō bezeichnet und das zugehörige System als Sōgō-sei (僧綱制).
Ab 864 wurden zudem vom Kaiserhof Mönchsränge (僧位, sōi) an die Sōgō verliehen. Die höchsten drei für die Sōgō reservierten Ränge waren dabei Hōin-daikashō-i (法印大和尚位, dt. etwa: „Dharma-Siegel-Großmeister-Rang“) für Sōjō, Hōgen-kashō-i (法眼和尚位/法眼和上位, dt. etwa: „Dharma-Auge-Meister-Rang“) für Sōzu und Hokkyō-shōnin-i (法橋上人位, dt. etwa: „Dharma-Brücke-Priester-Rang“) für Risshi.
Mit dem Machtverlust des Kaiserhofs ab dem 12. Jahrhundert zur Kamakura-Zeit verloren die Ämter und Ränge an Bedeutung und hatten nur noch zeremonielle Funktion. So wurden beispielsweise die Mönchsränge bis zu ihrer Abschaffung 1873 auch an Künstler, Ärzte und sonstige Nicht-Mönche verliehen. Die einzelnen buddhistischen Schulen übernahmen teilweise die Amtsbezeichnungen für ihre eigenen Hierarchien.

## Ämter
Die wörtliche Übersetzung von Sōjō ist „Sangha-Rektifizierer“, von Sōzu „Sangha-Leiter“ und von Risshi „Vinaya-Meister“. In der westlichen Literatur werden die Titel häufig mit christlichen Bezeichnungen übersetzt, wie archbishop („Erzbischof“), bishop („Bischof“) und preceptor („Präzeptor“). Bruno Lewin verwendet wiederum „Erster Bischof“, „Zweiter Bischof“ und „Disziplinarbischof“.
Wurden die Ämter anfangs nur jeweils einer Person gegeben, so wurde die Anzahl der gleichzeitigen Inhaber eines Amtes im Laufe der Zeit gesteigert. So hatten beispielsweise zum Ende der Heian-Zeit (11./12. Jahrhundert) bis zu 15 Personen gleichzeitig das Amt eines Risshi inne. Daher wurden im Laufe der Zeit verschiedene Stufen für die einzelnen Ämter eingeführt, sowie außerplanmäßige Stellen (gon-Präfix) geschaffen:
- Sōjō:[7][9]
  - Daisōjō (大僧正, „Groß-~“) (745 für Gyōki geschaffen[10])
  - Sōjō (僧正)
  - Gon no Sōjō (権僧正, „außerordentlicher ~“)
- Sōzu:[7][11]
  - Daisōzu (大僧都, „Groß-~“)
  - Gon no Daisōzu (権大僧都, „außerordentlicher Groß-~“)
  - Shōsōzu (少僧都, „Klein-~“)
  - Gon no Shōsōjō (権少僧都, „außerordentlicher Klein-~“)
- Risshi:[7]
  - Dairisshi (大律師, „Groß-~“)
  - (Chū-)Risshi (律師, „(Mittel-)~“)[12]
  - Gon no Risshi (権律師, „außerordentlicher ~“)[12]